# Monolith von Breitenau
Der Monolith von Stelzenberg-Breitenau (auch als Hinkelstein bezeichnet) ist ein möglicher Menhir bei Breitenau, einem zu Stelzenberg gehörenden Weiler im Landkreis Kaiserslautern in Rheinland-Pfalz.

## Lage
Der Stein befindet sich im Pfälzerwald, etwa 400 m südlich von Breitenau, der Standort liegt aber auf dem Gemeindegebiet von Krickenbach. Etwa 150 m westlich verläuft die Landesstraße 502.

## Beschreibung
Der Monolith besteht aus rotem Sandstein. Er hat eine Höhe von 180 cm und eine Breite von 65 cm; die Tiefe beträgt 60 cm am Fuß und 30 cm an der Spitze. Der Stein ist im unteren Bereich unregelmäßig geformt, verjüngt sich nach oben, wird dann plattenförmig und läuft in einer schrägen Spitze aus. Um ihn herum liegen zahlreiche weitere Steine verschiedener Größe. Ob es sich um einen echten Menhir handelt ist unklar.